# Флаг Новодвинска
Флаг муниципального образования «Город Новодви́нск» Архангельской области Российской Федерации — опознавательно-правовой знак, служащий официальным символом муниципального образования.
Флаг утверждён 22 февраля 2007 года и внесён в Государственный геральдический регистр Российской Федерации под номером 3440.

## Описание
«Прямоугольное полотнище с отношением ширины к длине 2:3, воспроизводящее композицию герба муниципального образования „Город Новодвинск“ в белом, синем и зелёном цветах».
Геральдическое описание герба гласит: «В серебряном поле с волнистой лазоревой оконечностью зелёная снежинка о шести длинных, подобных еловым ветвям лучах, перемежающихся шестью же короткими заострёнными лучами».

## Символика
Зелёная снежинка о шести длинных подобных еловым ветвям лучах, перемежающихся шестью же короткими заострёнными лучами и волнистая синяя полоса — символизируют северный город.
Зелёный цвет символизирует жизнь и плодородие, а также лесные богатства и ведущие отрасли промышленности: лесоперерабатывающую и целлюлозно-бумажную.
Синяя полоса символизирует реку Северную Двину, у которой стоит город.